# فیشال
فِیْشال (به انگلیسی: Facial) یکی از روش‌های مراقبت از پوست است. فیشال در اتاق های پوست کلینیک ها و سالن‌های زیبایی در محیطی کاملا استریل و مناسب انجام می‌شود  این روش شامل مراحل پاکسازی،مقدماتی که شامل پاک کننده های آرایش (میسلار ها) . پاک کننده های پوست (شوینده ها مانند ژل های شستشو و یا فوم .صابون‌ها. لوسیون ها) . پاک کننده های عمیق (  شیر پاکن. تونر . تونیک . لوسیون ) بخور گرم با فاصله ، اسکراپ، لایه‌برداری و پولیش پوست و تخلیهٔ کمدون‌های سیاه‌ پوست.   جذب سرم ها ماساژ و جذب کوکتلها و در نهایت ماسک انتهایی است و در پایان بخور سرد برای بستن منافذ پوست انجام می‌شود. 